# Alberfeldkogel
Alberfeldkogel är ett berg i Österrike.   Det ligger i distriktet Gmunden och förbundslandet Oberösterreich, i den centrala delen av landet, 200 kilometer väster om huvudstaden Wien. Toppen på Alberfeldkogel är 1 707 meter över havet, eller 121 meter över den omgivande terrängen. Bredden vid basen är 1,6 km. Alberfeldkogel ingår i Höllengebirge.
Terrängen runt Alberfeldkogel är bergig söderut, men norrut är den kuperad. Närmaste större samhälle är Ebensee, 5,6 kilometer öster om Alberfeldkogel. 
I omgivningarna runt Alberfeldkogel växer i huvudsak blandskog. Runt Alberfeldkogel är det ganska tätbefolkat, med 65 invånare per kvadratkilometer.